# Renfe série 353
La série 353 est une série de locomotives Diesel de la Renfe.
Les cinq locomotives qui la composent marquent d'importants progrès par rapport à la série précédente, les 352, grâce notamment à leur capacité à circuler sur voie large comme sur voie normale, moyennant le changement de leurs bogies.
Elles sont mises en service en 1968-1969 pour remorquer les trains Talgo III RD en Espagne et en France avant d'être redéployées sur le territoire espagnol en tête des Talgo III depuis Madrid, d'abord vers la Catalogne mais aussi, dans un second temps, vers le Pays basque espagnol. Trois exemplaires doivent être radiés à la suite d'incendies et la dernière unité circule en 2003.

## Origine de la série

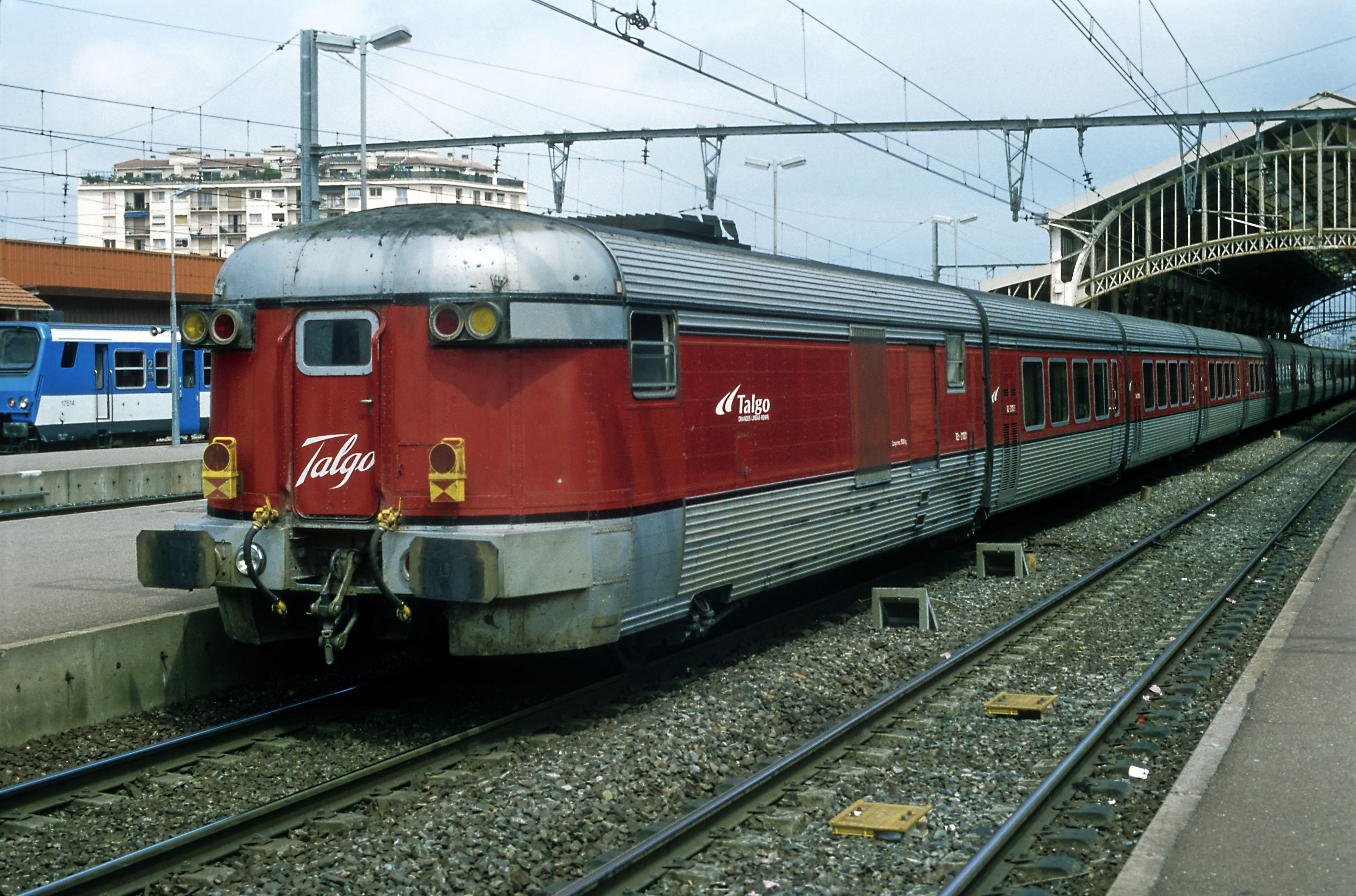
Rame Talgo III RD à Perpignan.

Le succès des rames Talgo III est tel qu'il faut rapidement en commander de nouvelles. La firme en profite pour mettre au point une nouvelle rame équipée d'essieux à écartement variable, le Talgo III RD (pour « rodadura desplazable »). La Renfe s'affranchit ainsi du problème des différences d'écartement avec le reste du réseau européen, et peut envisager la création de vrais trains internationaux — L'Espagne vient d'intégrer le groupement TEE — sans rupture de charge à la frontière. Afin de pouvoir assurer la traction de ces trains internationaux, la Renfe décide d'acheter de nouvelles machines pour les trains Talgo III RD à la fin des années 1960, bien que ces derniers puissent être tractés par n'importe quelle locomotive du parc. C'est l'origine de la série 3000 T, puis 353 selon la dénomination UIC ; ces locomotives peuvent, de leur côté, peuvent remorquer tous types de trains.

## Conception

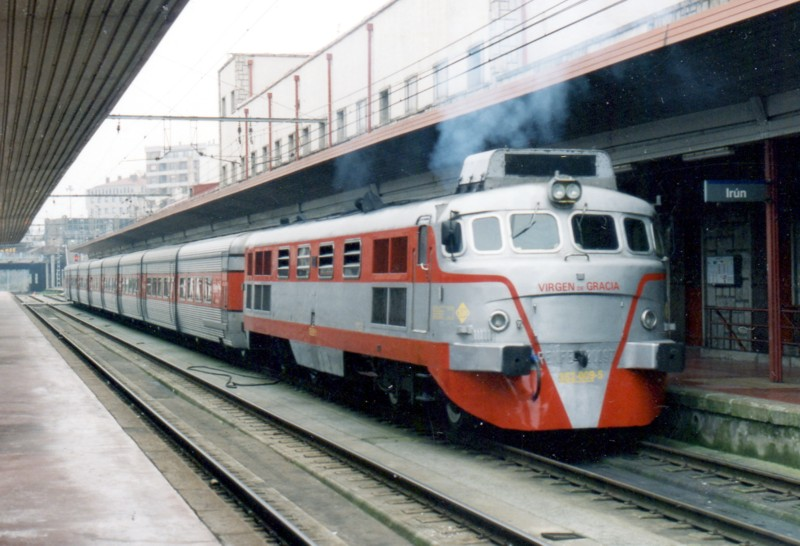
La 352-009 à Irun, en février 2000.

Bien que dérivées des 352, les 3000 T en diffèrent par leur puissance supérieure, leurs deux cabines de conduite et leur capacité à circuler sur des voies à deux écartements différents.
Comme sur les 352, moteurs et transmissions sont au nombre de deux. Outre les moteurs de traction Maybach-Mercedes à douze cylindres en V, chaque locomotive est équipée de deux groupes électrogènes, chacun actionné par un moteur Diesel de 184 kW qui permettent d'alimenter la rame en courant 380 volts même si les Talgo III RD possèdent leur propre équipement. Leur vitesse maximale, de 180 km/h, est encore supérieure à celle des 352, ce qui peut paraître utopique eu égard à l'état du réseau à l'époque.
Si les 3000 T sont appelées à remorquer des rames à écartement variable, ce n'est pas le cas des machines qui doivent changer de bogies pour pouvoir circuler sur le reste du réseau européen. Un jeu de six bogies supplémentaires en voie normale est donc commandé, ce qui permet d'équiper trois locomotives. Les 353 présentent la particularité d'être dotées de deux types d'attelages : l'attelage à vis classique, et l'attelage Scharfenberg.
Les 353 sortent d'usine dans la désormais classique livrée rouge et argent.
Comme toutes les machines Talgo, les noms de baptême des 353 sont des évocations mariales.

## Service
Dès 1968, la 3001 T est essayée avec ses bogies en voie normale entre Irun, Bordeaux et Toulouse. Les 3002 et 3005 T sont par la suite également montées sur bogies à voie normale. Le voyage inaugural du Talgo III RD a lieu le 12 novembre 1968 entre Madrid et Paris ; pendant une courte période (1969 à 1972), elles sont affectées à la remorque de la rame Talgo III RD du Catalan Talgo Barcelone - Genève. Les deux autres, munies de bogies en voie large, restent confinées au réseau national. Une locomotive « voie large » et une locomotive « voie normale » sont tenues en réserve pour assurer les dépannages.

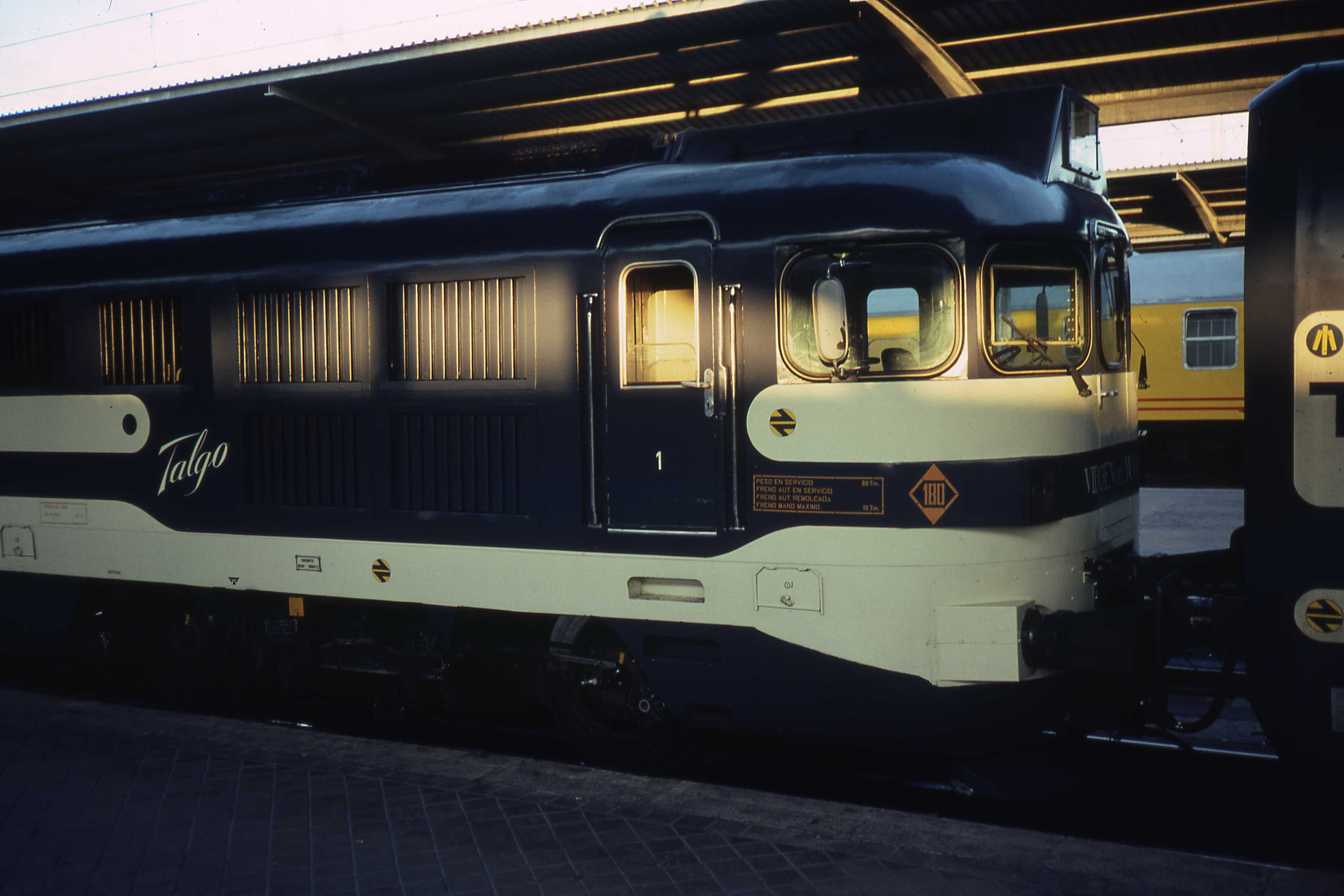
La 353-003 en 1981.

Par la suite, lorsque la SNCF décide de remorquer ce train avec ses propres machines, des BB 67400, toute la série est affectée à la remorque des trains Talgo III sur le territoire espagnol avant d'être remplacée, l'électrification ayant progressé, par des 276.0. Les 353 se distinguent comme les machines les plus rapides de la Renfe. En mai 1972, l'une d'elles atteint la vitesse de 222 km/h entre Guadalajara et Azuqueca de Henares. Le 4 mai 1978, la 353-001 atteint la vitesse de 230 km/h entre Alcázar de San Juan et la gare de Rio Zancara, obtenant ainsi pour quelque temps le record mondial de vitesse en traction Diesel.
Dans les années 1970, les 3000 T, toutes équipées pour la voie large, se recentrent sur la Madrid - Barcelone (par l'intérieur du pays) et l'itinéraire Madrid - Cuenca - Valence - Barcelone (par la côte méditerranéenne). En 1980 leurs services se sont étoffés avec les relations Madrid - Saragosse, Madrid - Murcie, Valence - Murcie (train Mare Nostrum) et Madrid - Hendaye.
La 353-004 est la première réformée le 19 décembre 1983 après un incendie survenu l'année précédente à Toro (province de Zamora), la dernière (353-005) étant radiée le 25 septembre 2003. En 1981, à la suite d'un accident en gare de Torralba, sur la ligne Madrid-Barcelone, la 353-003  est réparée et adopte la nouvelle livrée Talgo pendular bleu et crème ; victime elle aussi d'un incendie en 1990 près de Torrijos, elle est réformée. La 353-001 est gravement endommagée, encore une fois par un incendie, en mars 2003 près de Salvatierra-Agurain et réformée peu de temps après.
Les vieux bogies en voie normale trouvent une nouvelle utilisation lorsque, en septembre puis octobre 1991, la 353-002 en est équipée afin de remorquer une rame d'essai Talgo pendular sur la nouvelle ligne AVE Madrid - Séville.
| N° d'origine | N° UIC    | Nom                         | Constructeur  | N° usine | Année | Réforme    | Kilomètres parcourus |
| ------------ | --------- | --------------------------- | ------------- | -------- | ----- | ---------- | -------------------- |
| 3001 T       | 353-001-1 | Virgen de Lourdes           | Krauss-Maffei | 19449    | 1968  | 09/03/2003 | 5 913 610            |
| 3002 T       | 353-002-9 | Virgen de Fatima            | Krauss-Maffei | 19450    | 1968  | 05/08/2001 | 5 765 725            |
| 3003 T       | 353-003-7 | Virgen del Yugo             | Krauss-Maffei | 19451    | 1968  | 25/09/1990 | 4 385 799            |
| 3004 T       | 353-004-5 | Virgen de la Paloma]        | Krauss-Maffei | 19452    | 1969  | 09/02/1983 | 2 894 871            |
| 3005 T       | 353-005-2 | Virgen de la Bien Aparecida | Krauss-Maffei | 19453    | 1969  | 25/09/2003 | 6 041 510            |

## Modélisme
Les locomotives 353 ont été reproduites par la firme espagnole Electrotren en HO.